# メイコー
株式会社メイコーは、神奈川県綾瀬市に本社を置く日本の企業。大部分の電子機器に搭載されているプリント基板の設計・製造を行うメーカーであり、同品専業としては最大手である。
自動車搭載用とスマートフォン用を主力とする。
JPX日経中小型株指数の構成銘柄の一つ。

## 概要
1975年（昭和50年）11月25日、名幸電子工業として創業。海外での生産拡大を進めており、中国やベトナムなど国内外に合わせて7工場、関連会社10社を持つ。2000年12月、ジャスダックに上場。
2011年の東日本大震災によって宮城県石巻市の宮城工場が津波により浸水。山形県西村山郡河北町の山形工場にも被害が出たほか、福島県双葉郡広野町にある福島工場は直接の被害はなかったものの、福島第一原子力発電所事故の影響により、操業停止に追い込まれた。とりわけメイコーの国内生産拠点の中核を担う福島工場の被災により経営に打撃を受けた。
宮城工場は2013年5月に操業を再開。落成式典には亀山紘石巻市長（当時）、若生正博副知事らが参加した。
福島工場は2011年7月に操業を再開し、2014年、工場内の遊休地を活用してメガソーラー事業に参入した。メガソーラー発電所は、東京電力から得た賠償金をほぼ全額を投資して建設したもので720世帯分の電力を供給する。
2015年11月、東芝、いおう化学研究所とともに「分子レベルで接合する画期的なフレキシブルプリント配線板の開発と量産化」について、「第6回ものづくり日本大賞 経済産業大臣賞」を共同受賞した。
2021年6月、東京証券取引所第1部へ市場変更。

### 関連会社
- 株式会社メイコーテクノ
- 株式会社メイコーテック
- 株式会社メイコーNEXT
- メイコーエレクディベロップ株式会社
- メイコーエレクマニュファクチャー株式会社

## 脚註
1. ↑  中国リスク急増、世界的価格下落…好業績ラッシュの中でも、なぜ赤字企業続出？ビジネスジャーナル 2015年6月12日
2. ↑  メイコー会社四季報オンライン
3. ↑  JPX日経中小型株指数構成銘柄一覧　(2021年9月30日時点） jpx.co.jp 2021年10月4日公表 2021年10月8日閲覧。
4. 1 2  沿革メイコー株式会社
5. ↑  （株）メイコー　代表取締役社長　名屋佑一郎氏電子デバイス産業新聞 2014年5月2日
6. 1 2  電子部品生産拠点・メイコー石巻、工場落成　２０日の操業再開祝う石巻かほく 2013年5月18日
7. ↑  メイコーの宮城、福島工場は被害深刻、復旧のメドはたたず。山形工場は損傷軽微【震災関連速報】東洋経済新報 2011年3月14日
8. ↑  メイコー、福島県広野町の工場内にメガソーラー建設日経テクノロジー 2014/03/25
9. ↑  福島第一原発から22キロの工場、1万枚の太陽光パネルで720世帯分の電力スマートジャパン 2015年6月15日
10. ↑  東芝：『第6回ものづくり日本大賞 経済産業大臣賞』受賞についてビジネスワイアー November 02, 2015